# Saint-Goazec
Saint-Goazec är en kommun i departementet Finistère i regionen Bretagne i västra Frankrike. Kommunen ligger i kantonen Châteauneuf-du-Faou som tillhör arrondissementet Châteaulin. År 2022 hade Saint-Goazec 730 invånare.

## Befolkningsutveckling
Antalet invånare i kommunen Saint-Goazec
Referens:INSEE